# ブギウギ ワンダー☆レビューのテーマ
「ブギウギ ワンダー☆レビューのテーマ」は、スターダストレビューの59枚目のシングル。2024年5月22日に発売された。

## 概要
タイトルチューンは、スターダストレビューの過去の名曲をディスコビートに乗せて12分を超えるメドレー形式に仕上げたもので、ライブツアー「ブギウギ ワンダー☆レビュー」のアンコールで披露された。CDには、フルバージョンとRadio Edit Versionが収録され、付属のDVDにはMVや制作秘話が収められている。 

## 収録曲

### CD
1. ブギウギ ワンダー☆レビューのテーマ
作詞：根本要、手島昭、竜真知子、林紀勝、篠原仁志、寺田正美、渡辺なつみ、並河祥太、山田ひろし、スターダストレビュー
作曲：根本要、柿沼清史
  - 「今夜だけきっと」→「Be My Lady」→「もっとそばに来て」（『艶』）→「季節を越えて」（『ONE & MILLIONS』）→「トワイライト・アヴェニュー」→「ブラックペッパーのたっぷりきいた私の作ったオニオンスライス」→「太陽の女神」（『太陽のめぐみ』）→「この胸で泣けばいい」（『艶』）→「はっきりしようぜ」→「会えないよ」→「RUNNING」（『Ladies & Gentlemen』）→「春キャベツ」（『太陽のめぐみ』）→「木蘭の涙」→「夢伝説」→「1%の物語」（『VOICE』）→「愛の歌」→「めぐり逢えてよかった」（『Style』）
2. ブギウギ ワンダー☆レビューのテーマ Radio Edit Version
  - 「今夜だけきっと」→「トワイライト・アヴェニュー」→「木蘭の涙」→「夢伝説」→「愛の歌」→「めぐり逢えてよかった」

### DVD
1. ブギウギ ワンダー☆レビューのテーマ MUSIC VIDEO
2. 制作秘話